# Schauspielschule Zerboni
Die Schauspielschule Zerboni (Deutsche Akademie für Schauspiel – kurz DAS) ist eine private Schauspielschule in München, Köln und Hamburg, die 1947 gegründet wurde.

## Geschichte
Ruth von Zerboni gründete die Schule im Mai 1947 in Gauting. Von 1991 bis 2010 wurde sie von Ulrike Behrmann von Zerboni geleitet, danach ruhte der Schulbetrieb.
Seit der Wiedereröffnung im Jahr 2013 ist Simon Riggers der Geschäftsführer. Die künstlerische Leitung hat Sebastian Gerold inne. Im Jahr 2022 wurde der zweite Standort in Hamburg eröffnet.
Die Ausbildung dauert drei Jahre, die sich in ihrer Aufteilung am bayerischen Schulsystem orientiert.
2014, 2015 und 2016 gewann die Schauspielschule Zerboni den MAX-Preis (Treffen der Münchner privaten Schauspielschulen).
2016, 2017 und 2018 wurden Studierende der Schule mit dem Lore-Bronner-Preis des Bezirks Oberbayern ausgezeichnet. Danach wurde der Preis eingestellt.

## Bekannte Absolventen
- Jens Atzorn (* 1976)
- Christoph Baumann (* 1976)
- Alina Beise (* 1994)
- Heinz Böker (* 1964)
- Viola von der Burg (* 1965)
- Hans Clarin (1929–2005)
- Carina Diesing (* 1993)
- Werner Enke (* 1941)
- Lisa Fitz (* 1951)
- Norbert Gastell (1929–2015)
- Monika Gruber (* 1971)
- Michael Habeck (1944–2011)
- Elke Haltaufderheide (* 1940)
- Jane Hempel (* 1947)
- Tabea Heynig (* 1970)
- Martina Ittenbach (* 1979)
- Tobias John von Freyend (* 1993)
- Ali Khan (* 1954)
- Wilfried Klaus (* 1941)
- Lara Joy Körner (* 1978)
- Reinhold Lampe (* 1932)
- Sandra Lehmann  (* 1983)
- Sabine Lorenz (* 1972)
- Martin Lüttge (1943–2017)
- Marcus Mittermeier (* 1969)
- Christine Neubauer (* 1962)
- Norbert Ortner (* 1988)
- Johannes Rapp (* 1953)
- Franz Rampelmann (* 1951)
- Christiane Rücker (* 1944)
- Rosalie Schlagheck (* 1995)
- René Siegel-Sorell (1939–2017)[1][2]
- Stephen Sikder (* 1966)
- Gerd Silberbauer (* 1953)
- Jan Henrik Stahlberg (* 1970)
- Gregor Trakis (* 1967)
- Michaela Weingartner (* 1990)
- Monika von Witzleben (* 1968)
- Dominik Zahorka (* 1988)
- Franz-Xaver Zeller (* 1989)
- Sandro Kirtzel (* 1990)
- Jonas Stenzel (* 1994)
- Laura Egger (* 1989)
- Manuel Kandler (* 1997)
- Yasmani Stambader (* 1991)
- Younes Tissinte (* 1996)
- Benedikt Schulz (* 1993)

## Auszeichnungen
Lore-Bronner-Preis – Förderpreis für darstellende Kunst des Bezirks Oberbayern
- 2016 an Daniel Wittmann
- 2017 an Anuschka Tochtermann und Rosalie Schlagheck[3]
- 2018 an Julia Angeli[4]

MAX-Preis – Treffen der Münchner privaten Schauspielschulen
- 2014 Erster Platz
- 2015 Erster Platz
- 2016 Erster Platz